# Porphyrinia impura
Porphyrinia impura là một loài bướm đêm trong họ Noctuidae.